# Fieldbus Intrinsically Safe Concept
Fieldbus Intrinsically Safe Concept (engl. für: Eigensicheres Feldbuskonzept), kurz FISCO, ist ein eigensicheres Feldbussystem für explosionsgefährdete Bereiche. Es ist in der Norm DIN EN 60079-27 (VDE 0170-27):2008-12 spezifiziert.
Das Konzept wurde Mitte der 1990er Jahre gemeinsam von der Physikalisch Technischen Bundesanstalt, der Firma ABB und der chemischen Industrie sowie der Profibus-Organisation entwickelt. Seit 2001 beteiligt sich auch die Fieldbus Foundation an dem Konzept.
Die Verwendung von ausschließlich nach FISCO zertifizierten Feldbusgeräten stellt die Eigensicherheit des gesamten Feldbussystems sicher. Dies erspart die aufwendige Prüfung der Eigensicherheit des Gesamtsystems. Die Eigensicherheit der Feldbuskomponenten wird durch folgende Maßnahmen sichergestellt:
- Es gibt nur eine Energieversorgung pro Netzwerkelement
- Die Kabellängen und -typen sind genau spezifiziert
- Keine Energieeinspeisung ins Netz wenn eine Station sendet
- Jedes Endgerät verbraucht mindestens einen bestimmten Strom

Auf Grund dieser Maßnahmen fließt auf den Busleitungen in einem Stromkreis nur ein begrenzter Strom, so dass im Störfall oder beim Öffnen eines Stromkreises keine zündfähigen Funken entstehen können.